# Favartia martini
Favartia martini là một loài ốc biển, là động vật thân mềm chân bụng sống ở biển thuộc họ Muricidae, họ ốc gai.

## Tham khảo

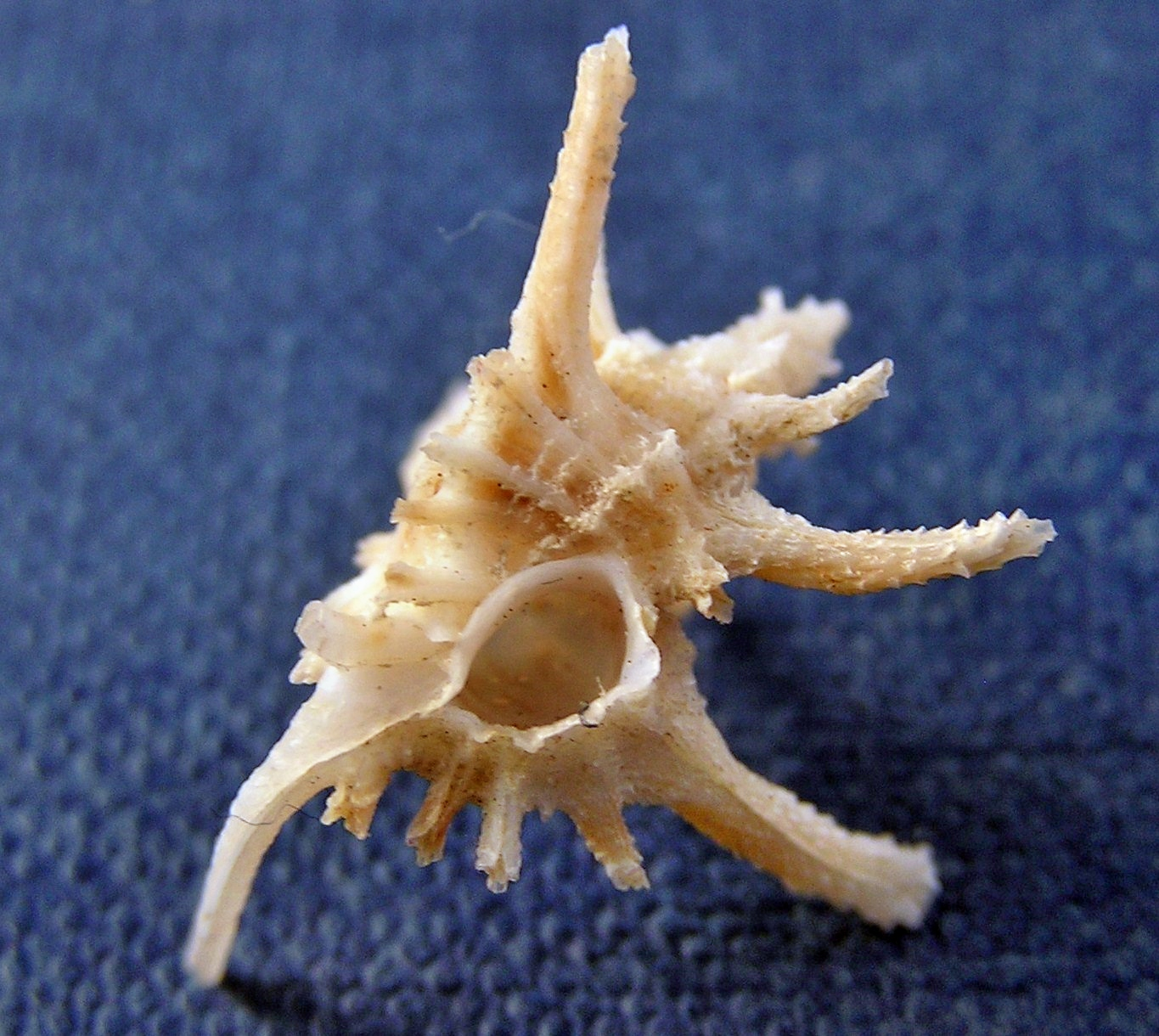
Favartia (Favartia) martini, apertural view